# Academia Militară West Point
Academia Militară "West Point", conform originalului din engleză: [The] United States Military Academy at West Point (cunoscută de asemenea ca USMA, West Point, ori doar ca Army) este o instituție de educație militară de patru ani servind ca o academie federală, ce se găsește în localitatea West Point, statul american New York. Fondată în 1802, USMA este cea mai veche instituție militară dintre cele cinci academii militare ale Statelor Unite. Garnizoana militară de la West Point a fost ocupată în 1778 jucând un rol cheie în Războiul revoluționar. Academia este localizată pe zona colinară din apropierea fluviului Hudson, la circa 80 de km nord de New York City. Întreg campusul universitar este înregistrat la National Historic Landmark, fiind sediu a diferite locuri, clădiri și monumente istorice. Majoritatea clădirilor din campus sunt construite în stil neo-gotic utilizând preponderent granit, de culori predominant gri și negru. Întreaga academie este o destinație turistică foarte populară având un important centru de vizitare și cel mai vechi muzeu al United States Army.
Candidații pot aplica direct la academie, primind o nominalizare, de obicei de la un membru al Camerei Reprezentanților Statelor Unite ale Americii. Studenții academiei sunt viitori ofițeri aflați în perioada de pregătire și sunt numiți cadeți. Plata studiilor este complet plătită de Armata Statelor Unite (United States Army) existând un contract pe care viitorul ofițer este obligat să-l respecte după terminarea studiilor. În jur de 1.300 de cadeți intră în Academie în fiecare primăvară, dar circa 1.000 termină studiile.

## Istoric

### Perioada colonială, fondare, și primii ani

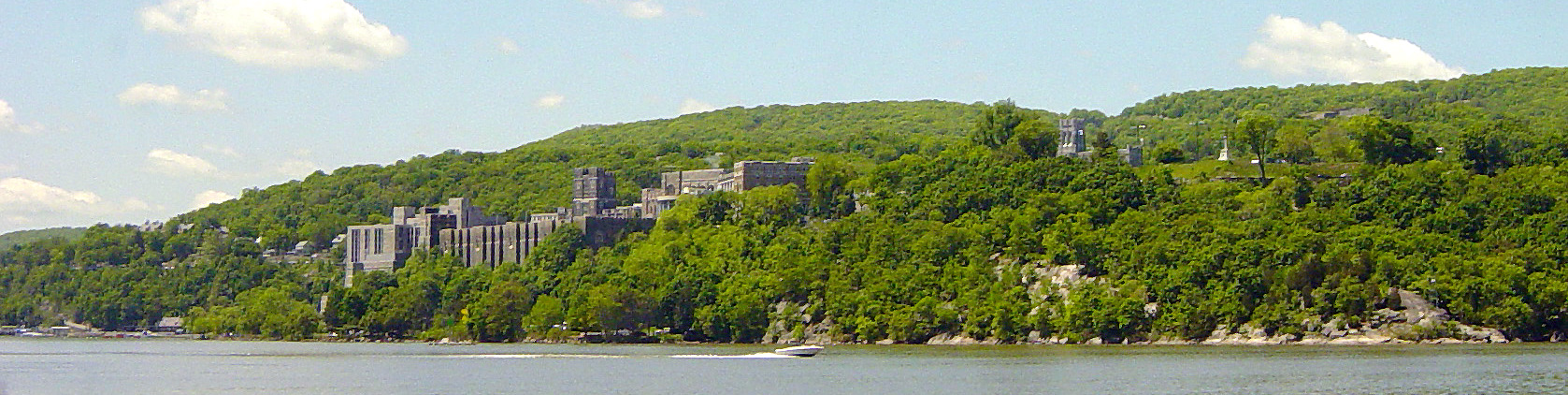
WestPoint văzut de pe malul celălalt al râului Hudson.jpg

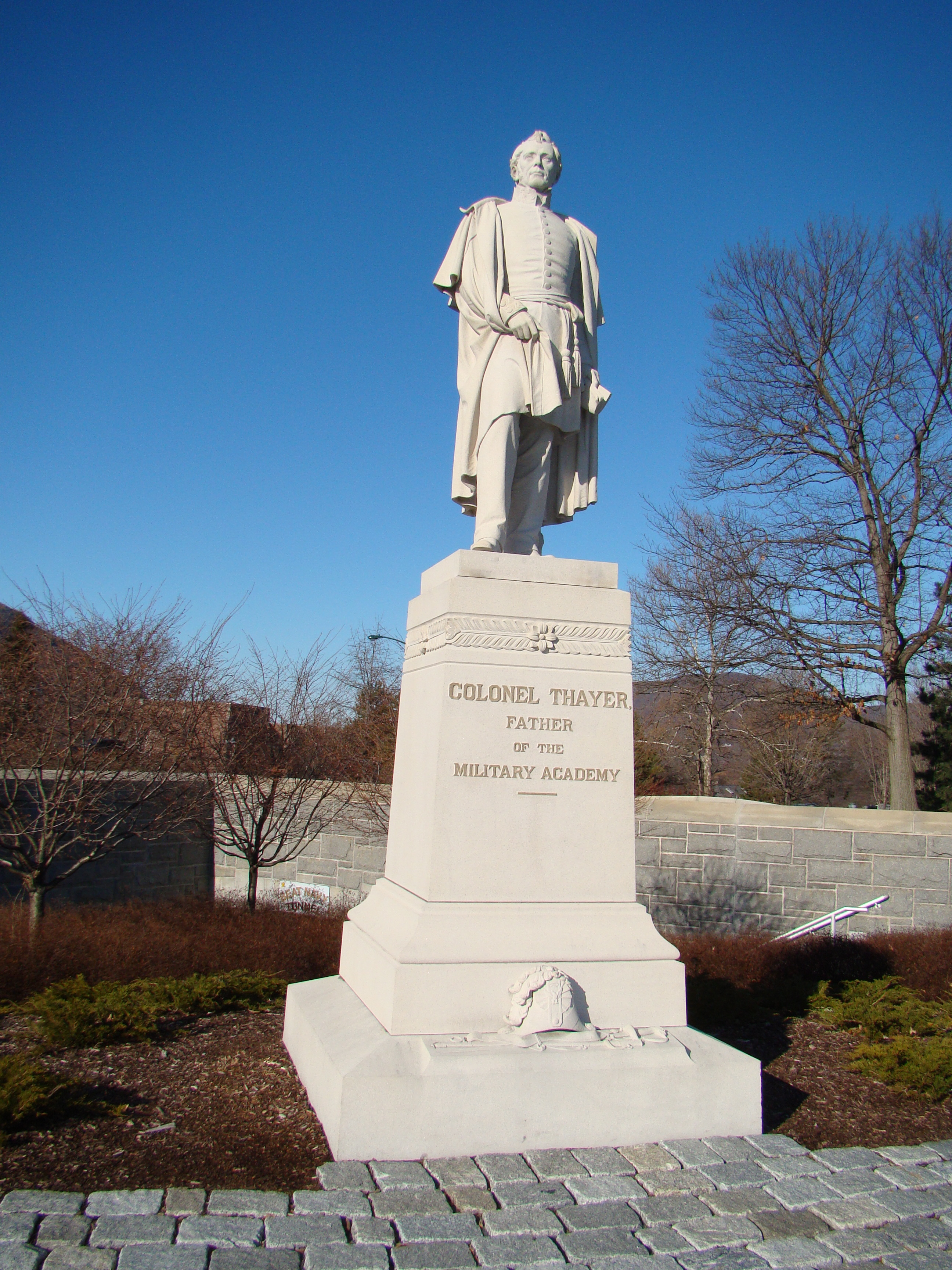
Statuia lui Thayer la West Point

Armata continentală a ocupat pentru prima dată West Point în data de 27 ianuarie 1778, astfel acest punct a devenit cel mai vechi post al armatei americane.
Locul a fost ales de George Washington pentru construirea unui fort. Între anii 1778-1780, fortificațiile au fost proiectate de inginerul și eroul militar Tadeusz Kościuszko. 
Generalul Washington a considerat West Point unul dintre cele mai importante poziții de pe continent. Terenul înalt, făcând o formă de „S” permitea Armatei continentale să controleze traficul de pe râu. În funcția sa de comandant al fortului,  Benedict Arnold a făcut infama sa trădare atunci când a încercat să vândă fortul britanicilor. 
După trădarea lui Arnold, armata a schimbat numele fortificației în Fort Clinton.
George Washington a devenit rapid conștient de necesitatea de a crea o academie militară națională, dar secretarul de stat Thomas Jefferson i-a spus, că nu există nici o prevedere în Constituție, care ar permite crearea unei academii militare. Când Jefferson a devenit președinte, a 16  martie  1802 a dat o lege pentru instituirea Academiei Militare a Statelor Unite, academia a fost deschisă la 04 iulie în același an.
Primul director a fost numit Sylvanus Thayer. Acesta este considerat parintele Academiei Militare. El a îmbunătățit standardele academice, inclusiv disciplina militară a insuflat și a cerut de la cadeți comportament onorabil. El a creat, de asemenea, metoda de predare acum cunoscută sub numele de „metoda de Thayer”, care se concentrează pe studiul personal și munca de zi cu zi la domiciliu și mai puțin la clasă. Această metodă este încă folosită și astăzi. Inspirat de Politehnică, Thayer a pus ingineria civilă la baza curiculei. În prima jumătate a secolului, absolvenții West Point au primit în general sarcina de a construi infrastructura  primelor linii de căi ferate , poduri , porturi și drumuri, tradiția continuată și astăzi de  Corpul de Ingineri al Armatei Statelor Unite.
Războiul mexicano-american a adus Academia în prim-plan, deoarece era pentru prima dată când absolvenții săi erau puși în situația să lupte. Viitorii comandanți din Războiul Civil  Ulysses S. Grant și Robert E. Lee s-au distins prima dată în Războiul mexicano-american. 
Dintr-un total de 523 absolvenți al West Point-ului 452 militari care au servit în acest război au fost promovați în război sau au primit distincții. 
Academia din West Point în anii 1850 s-a modernizat rapid, absolvenții săi, care au servit mai târziu în Războiul Civil spunând mai târziu că era „Sfârșitul Perioadei Vechi a Academiei din West Point.”  
Au fost construite barăci noi cu încălzire mai bună și iluminare cu gaz, s-au introdus noi puști, tactici și s-au dezvoltat și transporturile odată cu răspândirea motoarelor cu aburi.

## Absolvenți notabili

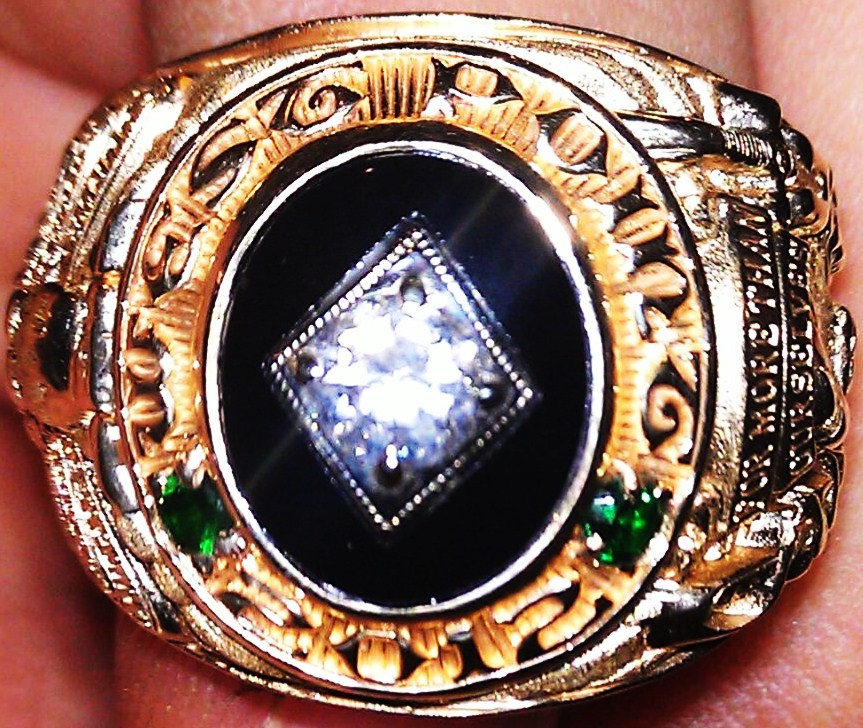
Modelul de inel din 2012 primit la absolvirea Academiei Militare West Point

| Nume                          | Nume | Promoție | Notă                                                                                                  |
| ----------------------------- | ---- | -------- | --- |
| Gen. Jefferson Davis          |      | 1828     | Președintele Confederației                                                                            |
| Gen. Robert E. Lee            |      | 1829     | General al Confederației                                                                              |
| Gen. George G. Meade          |      | 1835     | Câștigătorul Bătăliei de la Gettysburg                                                                |
| Gen. Pierre Beauregard        |      | 1838     | general al Armatei Confederate                                                                        |
| Gen. William Tecumseh Sherman |      | 1840     | Comandant al Armatei SUA                                                                              |
| Col. Abner Doubleday          |      | 1842     | Erou al Războiului de Secesiune, presupusul inventator al baseball-ului                               |
| Gen. James Longstreet         |      | 1842     | General al Confederației                                                                              |
| Gen. Ulysses Simpson Grant    |      | 1843     | Președinte a SUA și general al Confederației                                                          |
| Gen. Stonewall Jackson        |      | 1846     | General al Confederației                                                                              |
| Gen. George Armstrong Custer  |      | 1861     | General nordist, care a murit în Bătălia de la Little Bighorn                                         |
| John Pershing                 |      | 1886     | Comandantul trupelor americane în Primul Război mondial                                               |
| Henry Ossian Flipper          |      | 1877     | Primul afro-americain cadet la Academia militară din West Point                                       |
| Gen. Dwight David Eisenhower  |      | 1915     | Președinte SUA                                                                                        |
| Gen. Douglas MacArthur        |      | 1903     | Comandant suprem al forțelor aliate în Războiul din Coreea                                            |
| Gen. George Patton            |      | 1909     | General de armată                                                                                     |
| Gen. Omar Bradley             |      | 1915     | Șef de stat major inter-arme ale SUA                                                                  |
| Gen lt. Leslie Groves         |      | 1918     | Supervizorul construcției bombei atomice; Director al Proiectului Manhattan                           |
| Gen Alexander Haig            |      | 1947     | Secretar de stat în administrația președintelui Ronald Reagan                                         |
| Gen. William Westmoreland     |      | 1936     | Comandantul operațiunilor militare în timpul Războiului din Vietnam                                   |
| Col. Buzz Aldrin              |      | 1951     | Astronaut al NASA                                                                                     |
| General David Petraeus        |      | 1974     | General american, comandantul forțelor expediționare din Afghanistan, director al CIA între 2011-2012 |